# نوپسرها لاتیکولیس
نوپسرها لاتیکولّیس یک گونه سوسک از خانوادهٔ سوسک‌های شاخک‌دراز است. استفان فون برونینگ در سال ۱۹۶۰ این گونه را توصیف و بررسی کرد.